# DinDin
Lim Cheol (sinh ngày 20 tháng 11 năm 1991), được biết đến với nghệ danh DinDin, là một rapper người Hàn Quốc và một nhân vật truyền hình.

## Danh sách đĩa hát

### Album phòng thu
| Tên                 | Thông tin chi tiết                                                                       | Thứ hạng cao nhất | Doanh số |
| Tên                 | Thông tin chi tiết                                                                       | HQ                | Doanh số |
| ------------------- | ---------------------------------------------------------------------------------------- | ----------------- | -------- |
| Goodbye My Twenties | - Ngày phát hành: November 20, 2019 - Hãng đĩa: Sobius - Định dạng: CD, digital download | 56                | —        |

### Đĩa mở rộng
| Tên          | Thông tin chi tiết                                                                       | Thứ hạng cao nhất |
| Tên          | Thông tin chi tiết                                                                       | HQ                |
| ------------ | ---------------------------------------------------------------------------------------- | ----------------- |
| Little Waves | - Ngày phát hành: November 19, 2021 - Hãng đĩa: Sobius - Định dạng: CD, digital download | 58                |

### Đĩa đơn
| Tên                                                                                           | Năm  | Thứ hạng cao nhất | Doanh số (DL) | Album                                      |
| Tên                                                                                           | Năm  | HQ Gaon           | Doanh số (DL) | Album                                      |
| --------------------------------------------------------------------------------------------- | ---- | ----------------- | ------------- | ------------------------------------------ |
| "Rain Sunshine (Be Happy)" (비 햇빛) (với Lee Bo-ram)                                         | 2013 | —                 | —             | Non-album single                           |
| "Only Gonna Hold Your Hand" (손만 잡을게) (với Minah)                                         | 2014 | 51                | - HQ: 73,081+ | 4U Project                                 |
| "Show Me The Money 3" (with Lee Hyun-do, Soul Dive, Swings, Joosuc, Loco, Jin Doggae)         | 2014 | —                 | —             | Đĩa đơn không nằm trong album              |
| "No Limits" (feat. Mayson The Soul)                                                           | 2014 | —                 | —             | Đĩa đơn không nằm trong album              |
| "New Leader" (feat. Guyu Jeong)                                                               | 2015 | —                 | —             | Đĩa đơn không nằm trong album              |
| "Pour" (들이부어)                                                                             | 2015 | —                 | —             | Đĩa đơn không nằm trong album              |
| "Not Enough" (네가 보여) (feat. JUNIK)                                                        | 2016 | —                 | —             | Đĩa đơn không nằm trong album              |
| "100 Days Prayer" (백일기도) (với Lee Ji-hye & Jang Seok-hyun & Yeon-yeon)                    | 2016 | —                 | —             | Idol Vocal League – Girl Spirit Episode 07 |
| "Slow Letter" (느린 편지) (비 햇빛) (feat.B.O.)                                               | 2016 | 95                | - HQ: 23,565+ | Đĩa đơn không nằm trong album              |
| "Saxophone Magic" (với Park Myeong-su, Danny Jung feat. Yoo Jae-hwan & Chow Hee)              | 2017 | —                 | —             | Đĩa đơn không nằm trong album              |
| "Super Super Lonely" (외로워서 죽음)                                                          | 2017 | 99                | - HQ: 21,815+ | Đĩa đơn không nằm trong album              |
| "My Sofy" (쏘피한결)                                                                          | 2017 | —                 | —             | Đĩa đơn không nằm trong album              |
| "#Drive" (#드라이브) (feat. Yeon-jung)                                                        | 2017 | —                 | —             | Đĩa đơn không nằm trong album              |
| "All Day" (온 종일) (feat. Sik-K & JUNIK)                                                     | 2018 | —                 | —             | Đĩa đơn không nằm trong album              |
| "Alone"                                                                                       | 2018 | —                 | —             | Đĩa đơn không nằm trong album              |
| "Insomnia" (불면증) (feat. Lee Hong-gi)                                                       | 2018 | —                 | —             | Đĩa đơn không nằm trong album              |
| "DinDin Is DinDin" (딘딘은 딘딘) (feat. Hanhae & Greg)                                        | 2018 | —                 | —             | Đĩa đơn không nằm trong album              |
| "Tear Drops" (주르륵) (feat. Wheein of Mamamoo)                                               | 2019 | —                 | —             | Đĩa đơn không nằm trong album              |
| "Malibu" (feat. GRAY)                                                                         | 2019 | —                 | —             | Goodbye My Twenties                        |
| "Soom" (숨) (feat. Sandeul)                                                                   | 2019 | —                 | —             | Goodbye My Twenties                        |
| "Paradise" (feat. Stella Jang)                                                                | 2019 | —                 | —             | Goodbye My Twenties                        |
| "Liar" (생각보다 괜찮지 않아) (feat. Lyn)                                                     | 2019 | —                 | —             | Goodbye My Twenties                        |
| "Fallin' Down" (feat. Lee Won-seok of Daybreak)                                               | 2019 | —                 | —             | Goodbye My Twenties                        |
| "Do Do Do Do (Prod.Giriboy)" (돼버릴거야) (feat. Wheein of Mamamoo)                           | 2020 | —                 | —             | Đĩa đơn không nằm trong album              |
| "THE SUN" (with EDEN)                                                                         | 2020 | —                 | —             | Đĩa đơn không nằm trong album              |
| "Should Not Love You" (널 사랑하면 안돼)                                                      | 2020 | —                 | —             | A New Decade                               |
| "Walking" (걷는중) (feat. Soyou)                                                              | 2020 | —                 | —             | Non-album single                           |
| "Can't Fall in Love Again" (더는 사랑 못 할 거예요)                                           | 2021 | —                 | —             | Little Waves                               |
| "I Should Not Have Loved You" (사랑하지 말걸 그랬나 봐요) (với Min Kyung-hoon)                | 2021 | —                 | —             | Little Waves                               |
| "I'm Not Myself When I'm Around You" (이러면 안 될 거 아는데 너 앞에만 서면 나락) (feat 10cm) | 2021 | —                 | —             | Little Waves                               |
| "To You" (너에게) (feat. Jeong Se-woon)                                                       | 2021 | —                 | —             | Little Waves                               |
| "Slowly"                                                                                      | 2021 | —                 | —             | Little Waves                               |
| "—" cho biết bài hát không lọt vào bảng xếp hạng hoặc không được phát hành tại khu vực này.   |      |                   |               |                                            |

### Đĩa đơn góp mặt
| Tên                                                                                         | Năm  | Thứ hạng cao nhất | Doanh số (DL) | Album                         |
| Tên                                                                                         | Năm  | HQ Gaon           | Doanh số (DL) | Album                         |
| ------------------------------------------------------------------------------------------- | ---- | ----------------- | ------------- | ----------------------------- |
| "Emotion" (비 햇빛) (2LSON Feat. Crybaby & DinDin)                                          | 2013 | 95                | - HQ: 31,435+ | Đĩa đơn không nằm trong album |
| "So Hard" (Yena Feat. DinDin)                                                               | 2013 | —                 | —             | Đĩa đơn không nằm trong album |
| "A Snowy Day" (눈이 오는 날엔) (NS Yoon-G Feat. DinDin)                                     | 2014 | 70                | - HQ: 21,986+ | Đĩa đơn không nằm trong album |
| "Farewell Warning " (이별주의) (Lady Jane Feat. DinDin)                                     | 2016 | —                 | —             | Đĩa đơn không nằm trong album |
| "—" cho biết bài hát không lọt vào bảng xếp hạng hoặc không được phát hành tại khu vực này. |      |                   |               |                               |

### Bài hát nhạc phim
| Tên                                                                                         | Năm  | Thứ hạng cao nhất | Doanh số (DL) | Album                                   |
| Tên                                                                                         | Năm  | HQ Gaon           | Doanh số (DL) | Album                                   |
| ------------------------------------------------------------------------------------------- | ---- | ----------------- | ------------- | --------------------------------------- |
| "PotatoStar 2013QR3" (feat. Linzy of Fiestar)                                               | 2013 | —                 | —             | Potato Star 2013QR3 OST Pt 1            |
| "Do It" (DinDin with Hea Rang)                                                              | 2015 | —                 | —             | LAST OST Part 5                         |
| "Memories" (feat. Ahn Hyeon Jeong)                                                          | 2015 | —                 | —             | Cheo Yong 2 OST Part 2                  |
| "You Look Pretty" (feat. Juniel)                                                            | 2016 | —                 | —             | Beautiful Gong Shim OST                 |
| "SWEETY" (với Lee Ji-hye, Jang Seok-hyun and Bomi)                                          | 2016 | —                 | —             | Two Yoo Project Sugar Man OST Part 33   |
| "Bottoms Up" (나발불어) (với Cheon Myeong Hun, Lee Seyoung & Joo Woojae)                    | 2016 | —                 | —             | Event King OST                          |
| "It's the Freestyle" (với Ash-B)                                                            | 2016 | —                 | —             | Freestyle 2 OST                         |
| "Expressing Affections" (애정표현)                                                          | 2017 | —                 | —             | King of Mask Singer Episode 95 OST      |
| "Must Be The Money"                                                                         | 2017 | —                 | —             | Chief Kim OST Part 1                    |
| "The Package" (với Kim Na-young)                                                            | 2017 | —                 | —             | The Package OST                         |
| "Blue" (Shannon) feat. DinDin                                                               | 2018 | —                 | —             | Dunia: Into a New World OST Part 3      |
| "Not You Your Sister" (너말고 니언니) (với K.Will)                                          | 2018 | —                 | —             | Two Yoo Project Sugar Man 2 OST Part 16 |
| "Is it love" (사랑일까) (với Soyeon of Laboum)                                              | 2019 | —                 | —             | My Strange Hero OST Part 6              |
| "Whistle" (휘파람) (với Noel)                                                               | 2019 | —                 | —             | The Call 2 Project No.2 OST             |
| "Lonely" (với Soyou & Hangzoo)                                                              | 2019 | —                 | —             | The Call 2 Project No.3 OST             |
| "ROCKSTAR" (với Muzie & N.Flying)                                                           | 2019 | —                 | —             | The Call 2 Project No.4 OST             |
| "Check it right now" (재껴라) (với UV, Noel & N.Flying)                                     | 2019 | —                 | —             | The Call 2 Final Project OST            |
| "Keep Going"                                                                                | 2021 | —                 | —             | Mr. Queen OST Part 5                    |
| "3! 4!" (với Soya)                                                                          | 2021 | —                 | —             | Hello, Me! OST Part 3                   |
| "You're The One"                                                                            | 2021 | —                 | —             | The Playlist OST Part 6                 |
| "Straight"                                                                                  | 2021 | —                 | —             | Dali and Cocky Prince OST Part 2        |
| "—" cho biết bài hát không lọt vào bảng xếp hạng hoặc không được phát hành tại khu vực này. |      |                   |               |                                         |

### Sự xuất hiện khác
| Tên                                                                                                   | Năm  | Thứ hạng cao nhất | Doanh số (DL) | Album                               |
| Tên                                                                                                   | Năm  | HQ Gaon           | Doanh số (DL) | Album                               |
| --- | ---- | ----------------- | ------------- | ----------------------------------- |
| "The Weak Man" (약한 남자) (Joosuc, Swings, Dok2 & DinDin)                                            | 2014 | —                 | —             | DEUX 20th ANNIVERSARY TRIBUTE ALBUM |
| "Let Me Know" (말만해) (MOONSHINE ft. DinDin)                                                         | 2015 | —                 | —             | Time 2 Shine                        |
| "Problem Girl" (2LSON feat Na Kyung-won & DinDin)                                                     | 2015 | —                 | —             | 1 Year                              |
| "Foxy Girl" (Ryeowook ft. DinDin)                                                                     | 2016 | 189               | - HQ: 12,799+ | The Little Prince                   |
| "Dokdori" (독도리) (Park Myeong-su & DinDin feat. Mad Clown)                                          | 2016 | —                 | —             | Infinite Challenge Great Heritage   |
| "Go Away" (The Nod feat. DinDin & Jang Hye-jin)                                                       | 2016 | —                 | —             | The Nod X D.O                       |
| "Singstreetmas" (싱스트리트마스) (Lee Sang Min & DinDin)                                              | 2016 | —                 | —             | Singstreet                          |
| "KileE and dinE" (DinDin & Kim Kiri feat. MUZIE)                                                      | 2017 | —                 | —             | Tribe of Hiphop2 Final II           |
| "April" (사월) (DIA feat. DinDin)                                                                     | 2017 | —                 | —             | YOLO                                |
| "Are You in Love?" (사랑하는 사람 있나요?) (Navi feat. DinDin)                                        | 2017 | —                 | —             | +Load More                          |
| "Love Is...(3＋3=0)" (với TURBO, Park Seul-Ki, Lee Hong Gi, DinDin, SLEEPY, Jessi & Shannon Williams) | 2017 | —                 | —             | Fantastic Duo 2, Pt. 13             |
| "Which jazz bar" (어느 째즈바) (TURBO, Lee Hong Gi, DinDin, SLEEPY & Jessi)                           | 2017 | —                 | —             | Fantastic Duo 2, Pt. 13             |
| "Bonfire" (모닥불) (Lee Hong Gi feat. DinDin)                                                         | 2018 | —                 | —             | Do n Do                             |
| "—" cho biết bài hát không lọt vào bảng xếp hạng hoặc không được phát hành tại khu vực này.           |      |                   |               |                                     |

### Bài hát đã sản xuất
| Tên                                                                                         | Năm  | Thứ hạng cao nhất | Doanh số (DL) | Album                         |
| Tên                                                                                         | Năm  | HQ Gaon           | Doanh số (DL) | Album                         |
| ------------------------------------------------------------------------------------------- | ---- | ----------------- | ------------- | ----------------------------- |
| "Hanryang" (한량) (Kim Hee-chul, Min Kyung-hoon ft. Bibi (prod. DinDin)                     | 2020 | 190               | —             | Đĩa đơn không nằm trong album |
| "Santa Brothers!" (산타형!) (Sung Won-ee (prod. and ft. DinDin)                             | 2020 | —                 | —             | Đĩa đơn không nằm trong album |
| "—" cho biết bài hát không lọt vào bảng xếp hạng hoặc không được phát hành tại khu vực này. |      |                   |               |                               |

## Danh sách phim

### Phim truyền hình
| Năm  | Tiêu đề            | Mạng | Vai trò            | Ghi chú       |
| ---- | ------------------ | ---- | ------------------ | ------------- |
| 2018 | Queen of Mystery 2 | KBS2 | MC J Bang Jae-soon | Diễn viên phụ |

### Variety show
| Năm       | Tên                                     | Kênh          | Vai trò        | Ghi chú                                                 |
| --------- | --------------------------------------- | ------------- | -------------- | ------------------------------------------------------- |
| 2013      | Show Me the Money 2                     | Mnet          | Thí sinh       |                                                         |
| 2015      | Catch Music If You Can                  | MBC Music     | Cast           |                                                         |
| 2015–2016 | My Money Partner: The CEO of Next Door  | MBC           | Cast           |                                                         |
| 2015–2016 | Real Men Season 2                       | MBC           | Cast           |                                                         |
| 2016      | I Can See Your Voice                    | Mnet          | Bình luận viên | Season 3, tập 5                                         |
| 2016      | Tribe of Hip Hop                        | JTBC          | Cast           |                                                         |
| 2016      | Vocal War: God's Voice                  | SBS           | Tham luận viên | Tập 15–16                                               |
| 2016      | Happy Together                          | KBS2          | Khách mời      | Tập 462, 479                                            |
| 2016      | Sister's Slam Dunk                      | KBS2          | Khách mời      | Season 1, Tập 22                                        |
| 2016      | Love Battle                             | Naver TV Cast | Cast           |                                                         |
| 2016      | Infinite Challenge                      | MBC           | Khách mời      | Hip Hop Festival Partner with Park Myeong-su            |
| 2017      | Radio Star                              | MBC           | Khách mời      | Tập 509                                                 |
| 2017      | My Little Television                    | MBC           | Khách mời      | Tập 82–83                                               |
| 2017      | King of Mask Singer                     | MBC           | Thí sinh       | Như "Bitter Shine and Your Story" (tập 95)              |
| 2017      | Fantastic Duo Season 2                  | SBS           | Tham luận viên |                                                         |
| 2017      | Battle Trip                             | KBS2          | Thí sinh       | Tập 39, với Seo Kyung-deok vàYoo Jae-hwan               |
| 2017      | Battle Trip                             | KBS2          | MC đặc biệt    | Tập 58–61                                               |
| 2017      | Let's Eat Dinner Together               | JTBC          | Cameo          | Tập 19                                                  |
| 2017      | Infinite Challenge                      | MBC           | Khách mời      | Tập 530–531                                             |
| 2017      | Please Take Care of My Refrigerator     | JTBC          | Khách mời      | Tập 122–123                                             |
| 2017      | Knowing Bros                            | JTBC          | Khách mời      | Tập 77                                                  |
| 2017      | Happy Together                          | KBS2          | Khách mời      | Tập 501                                                 |
| 2017      | Oppa Thinking                           | MBC           | Khách mời      | Tập 9                                                   |
| 2017      | Living Together in Empty Room           | MBC           | Cast           | với Lim Ju-eun và HIGHLIGHT's Yoon Doo-joon (Tập 20–22) |
| 2017      | Sherlock's Room                         | MBC           | Cast           |                                                         |
| 2017–nay  | Welcome, First Time in Korea?           | MBC           | Host           |                                                         |
| 2018      | Dunia: Into a New World                 | MBC           | Cast           | [ 13 ]                                                  |
| 2018      | Not the Same Person You Used to Know    | Mnet          | Host           |                                                         |
| 2019      | Na Na Land                              | xtvN          | Co-host        | Tập 1–8, đồng hành với Haha và Lee Yong-jin             |
| 2019–nay  | TMI News                                | Mnet          | Cast           |                                                         |
| 2019–nay  | Not the Same Person You Used to Know V2 | Mnet          | Host           |                                                         |
| 2019–nay  | 2 Days & 1 Night                        | KBS           | Cast           | [ 15 ]                                                  |

## Đề cử và giải thưởng
| Năm  | Giải thưởng            | Hạng mục       | Đề cử                              | Kết quả   | Ghi chú |
| ---- | ---------------------- | -------------- | ---------------------------------- | --------- | ------- |
| 2017 | 10th HQea Drama Awards | Best OST Award | Good Manager ("Must Be The Money") | Đoạt giải | [ 16 ]  |